# Клод-Антуан Да-Коста
Клод-Антуан Да-Коста (фр. Claude Antoine Dacosta; 1931 — 1 травня 2007) — конголезький державний і політичний діяч, дванадцятий прем'єр-міністр Республіки Конго.
Очолив уряд після оголошення недовіри його попереднику, Стефану-Морісу Бонго-Нуаррі. Через заворушення, що почались у країні після відставки останнього президенту Паскалю Ліссубі довелось шукати компроміс. Такою компромісною фігурою став Да-Коста, який сформував уряд національної єдності. Він мав перебувати на посту прем'єр-міністра до парламентських виборів 1993 року, проте їх було скасовано, й Ліссуба в червні 1993 року призначив на пост голови уряду Жоакіма Йомбі-Опанго.
2001 року був змушений залишити країну, так само як і Ліссуба, і Йомбі-Опанго, через звинувачення в державній зраді та розкраданні державних коштів. Жив у Франції, де й помер у травні 2007 року.